# Big Flame
Big Flame (также — bIG fLAME) — британская рок-группа, образованная в 1983 году в Манчестере, Англия, и исполнявшая абстрактный постпанк, в котором соединились агрессивность панк-рока и авангардные эксперименты, созвучные идеям Капитана Бифхарта, Josef K, Gang of Four и The Pop Group. Трио (в своём творчестве, как отмечал Sounds, «игнорировавшее все музыкальные правила») выпустило шесть EP (последний из которых, Cubist Pop Manifesto, поднялся до #9 в UK Indie Chart.

## История группы
Трио bIG fLAME было образовано в Манчестере Аланом Брауном (англ. Alan Brown, бас-гитара, вокал), Грегом Киффом (англ. Greg Keeffe, гитара) и Дилом Грином (англ. Dil Green, ударные). Выпустив дебютный сингл «Sink» на собственном лейбле Laughing Gun Records, трио подписало контракт с Ron Johnson, где выпустила серию синглов.
Группа появилась и на нескольких компиляциях, в том числе знаменитой кассете C86 (трек «New Way (Quick Wash And Brush Up With Liberation Theology)»), вышедшей в 1986 году приложением к New Musical Express.
В комментариях на обложке одного из сборников (Two Kan Guru) было в шутку указано, что Грин и Браун будто бы играли в первом составе Wham! вместе с Джорджем Майклом и Эндрю Риджли. Впоследствии этот розыгрыш был многими воспринят всерьёз.
Группа выпустила на Ron Johnson четыре сингла: все они вошли в UK Indie Top 30: «Debra» (#22, март 1985), «Tough» (#14, октябрь 1985), «Why Pop Stars Can’t Dance» (#13, май 1986), «Cubist Pop Manifesto» (#9, январь 1987). Кроме того, bIG fLAME провели 4 радиосессии для Джона Пила на BBC Radio 1.
bIG fLAME проводили и организаторскую деятельность, помогая музыкантам-единомышленникам выходить на относительно более широкую аудиторию. В частности, группа организовала мероприятие в манчестерском клубе Man Alive, куда приглашались начинающие музыканты. Тем же духом товарищества был проникнут проект Ugly Noise Undercurrents, своего рода сводный ансамбль переменного состава.

### После распада
После распада bIG fLAME Алан Браун вошёл в состав A Witness, группы также записывавшейся на Ron Johnson, затем, в 1988 году, образовал Great Leap Forward. Кифф вошёл в состав Meatmouth (с Марком Уиттэмом и Николасом Блинко).
В 1996 году лейбл Drag City Records выпустил сборник Rigour 1983-1986, куда вошёл весь материал, когда-либо записанный bIG fLAME.
После продолжительного перерыва в музыкальной деятельности Алан Браун вместе с Дарреном Гэрратом (экс-Pram) и Винсом Хантом (A Witness) создал группу Marshall Smith, которая выпустила альбом Colours (2006, Euphonium Records). В 2007 году Браун вошёл в группу Sarandon.
Грег Кифф сейчас преподает дизайн в Манчестерском институте архитектуры (англ. Manchester School of Architecture). Дил Грин — архитектор, живёт в Лондоне.

## Дискография
- Sink — 7" EP, Laughing Gun Records (own label), 1984
- Rigour — 7" EP, Ron Johnson Records, 1985
- Tough — 7" EP, Ron Johnson Records, 1985
- Two Kan Guru (сборник) — 10" EP, Ron Johnson Records, 1985
- Why Popstars Can’t Dance — 7" EP, Ron Johnson Records, 1986
- Cubist Pop Manifesto — 7" EP, Ron Johnson Records, 1986
- Cubist Pop Manifesto — 12" EP, Constrictor Records, 1987
- Rigour — CD (полная компиляция), Drag City Records, 1996